# Commentaires sur la Bhagavad Gita
Les Commentaires sur la Bhagavad Gita est un des principaux ouvrages de Sri Aurobindo, un guru contemporain, décédé, de l'hindouisme.
Ce livre représente, avec La Vie divine et la Synthèse des yogas, l'une des œuvres majeures de Sri Aurobindo.
Sur un champ de bataille, à l'aube d'un terrible carnage, la Bhagavad-Gîtâ met en présence Dieu (Krishna) et l'homme dont il est l'aurige et l'ami. Dans un dialogue rigoureusement conduit, Krishna exhorte l'homme à se défendre, à vaincre ses ennemis et l'initie à la vérité du monde : tout est Dieu, seul Dieu agit, il suffit de s'unir à Dieu pour être délivré du sens du mal - lequel se fonde en réalité sur celui de dualité.
La Gîtâ enseigne la participation au monde, participation dont la plénitude ne s'atteint que dans le détachement et la dissolution de l'ego d'une part et dans la connaissance de Dieu et l'amour sans conditions pour lui d'autre part.
Poursuivant son étude magistrale de la Bhagavad-Gîtâ, Sri Aurobindo ne se contente pas, ici, de déchiffrer cette grande Écriture de l'avenir. Il nous initie, ce faisant, au mystère de notre être et du monde, ainsi qu'au secret de notre libération :
Deviens celui qui pense à Moi, deviens Mon amant et Mon adorateur, Mon sacrificateur, incline-toi devant Moi, tu viendras à Moi. Je m'y engage et te le promets, car tu M'es cher. Abandonne tous les dharmas et prends refuge en Moi seul. Je te délivrerai de tout péché et de tout mal, ne t'afflige point. 